# 内特·琼斯
内特·琼斯（英語：Nate Jones，1972年8月18日—），生于芝加哥，美国男子拳击运动员。他曾代表美国参加1996年夏季奥林匹克运动会拳击比赛，获得男子91公斤以上级铜牌。